# 六畜震旦光介
六畜震旦光介（学名：Sinoradimella luchua）为半花介科震旦光介屬下的一个种。